# Большая Аккра
Больша́я Аккра́ (англ. Greater Accra Region) — одна из 16 областей Ганы, административно-территориальная единица первого уровня, западнее реки Вольта, на побережье Гвинейского залива. Является столичной областью. Административный центр — Аккра, столица страны.
Граничит с Восточной областью на севере, Вольтой — на востоке, с расположенной далее по побережью Центральной областью — на западе.
После обретения независимости Ганы от Великобритании 6 марта 1957 года, в 1958 году прибрежный регион бывшей британской колонии Золотой Берег был разделён на Восточную и Западную области Ганы. В 1975 году из состава Восточной области была выделена область Большая Аккра.
Является одной из наиболее значительных по численности населения областей, наряду с Ашанти, Восточной и Западной областями.